# Agyneta laetesiformis
Agyneta laetesiformis là một loài nhện trong họ Linyphiidae.
Loài này thuộc chi Agyneta. Agyneta laetesiformis được Jörg Wunderlich miêu tả năm 1976.